# Severance (Colorado)
Pour les articles homonymes, voir Severance.
Severance est une ville américaine située dans le comté de Weld dans le Colorado.
D'abord appelée Tailholt, la ville doit son nom à l'un de ses fondateurs, David Severance.

## Démographie
Selon le recensement de 2010, Severance compte 3 165 habitants. La municipalité s'étend sur 6,25 milles carrés (16,19 km2).
| 1940 | 1950 | 1960 | 1970 | 1980 | 1990 |
| ---- | ---- | ---- | ---- | ---- | ---- |
| 138  | 108  | 70   | 59   | 102  | 106  |

| 2000 | 2010  | - | - | - | - |
| ---- | ----- | - | - | - | - |
| 597  | 3 165 | - | - | - | - |